# Maccabi Haïfa Football Club
Pour les articles homonymes, voir Maccabi Haïfa.
Maillots
Le Maccabi Haïfa Football Club (en hébreu : מועדון הכדורגל מכבי חיפה), plus couramment abrégé en Maccabi Haïfa, est un club israélien de football fondé en 1913 et basé dans la ville de Haïfa.
Il évolue dans la première division connue sous le nom de Ligat Habursa Leniyarot Erech. Avec 15 titres, le Maccabi Haïfa est le second club le plus titré de ce championnat derrière le Maccabi Tel-Aviv.

## Histoire

### Dates clés du club
- 1913 : fondation du club sous le nom de Maccabi Haïfa
- 1917 : fermeture du club
- 1919 : refondation sous le nom de Maccabi Haïfa
- 1925 : fusion avec le Hagibor en Maccabi Hagibor Haïfa
- 1935 : fermeture du club
- 1942 : refondation sous le nom de Maccabi Haïfa
- 1993 : 1re participation à une Coupe d'Europe (C2, saison 1993/94)

### Histoire du club
En 1977, la star internationale, Yochanan Vollach rejoint le club comme un joueur de l'Hapoel Haïfa et en 1979, devient le président du club Maccabi Leeding avec grand succès.
En 1998, le Maccabi Haïfa crée la surprise et élimine le Paris Saint-Germain au premier tour de la Coupe des Vainqueurs de Coupes. Il atteint les quarts de finale de cette compétition.
En 2002, le Maccabi Haïfa devient le premier club israélien à atteindre la phase de poules de la Ligue des champions. Au sein du groupe F, il l'emporte notamment à domicile contre Manchester United (Angleterre) ainsi que l'Olympiakos Le Pirée (Grèce) sur le même score de 3-0. Il termine par la suite troisième du groupe pour être reversé en Coupe UEFA où il est battu d'entrée par l'AEK Athènes (1-8 en cumulé).
Puis, lors du 3e tour de qualification de la Ligue des Champions en 2006, le club tient tête à Liverpool à Anfield Road en marquant le premier but; mais dans les tout derniers instants, Liverpool réussit à gagner (2-1). Au match retour, qui se disputa à Kiev, Liverpool arrive à contenir les assauts du Maccabi Haïfa et se contente du 1-1. Le Maccabi Haïfa se voit ainsi reverser en Coupe de l'UEFA (C3). Lors de la phase de poule, le club israélien finit second du groupe A derrière les Glasgows Rangers. Il se qualifie ainsi pour les 16e de finale de la compétition, où figure également l'Hapoel Tel-Aviv. En battant le CSKA Moscou (Vainqueur de l'épreuve en 2005) sur le score cumulé de 1 à 0, le Maccabi Haifa devient le premier club israélien à se qualifier pour les 8e de finale d'une des deux grandes compétitions de club européennes. L'Hapoel Tel-Aviv quant à lui se fait éliminer de la compétition par les Glasgows Rangers sur le score cumulé de 5 buts à 2, et ce malgré leur victoire au match aller (2-1).
Le club est notamment connu pour avoir vendu de nombreux bons joueurs à des clubs européens. Il a gagné la réputation de "tremplin vers l'Europe".
En effet, des joueurs tels que Benayoun, Ayegbeni ou encore Saban ont rejoint des grands clubs européens.
Le 25 août 2009, l'équipe israélienne parvient à se qualifier à nouveau pour la phase de poules de la compétition reine du continent, grâce à un double succès sur le Red Bull Salzbourg (1-2 ; 3-0). Le tirage au sort pour cette phase place le Maccabi avec le FC Bayern Munich, les Girondins de Bordeaux ainsi que la Juventus dans le groupe A. Dans ce groupe relevé, le Maccabi finit quatrième et est éliminé de toutes compétitions européennes, avec au compteur six défaites et aucune victoire.
Cette contre-performance (six défaites, aucun but marqué) est inédite dans toute l'histoire de la Ligue des champions.

### Rivalité
Le Maccabi Haïfa entretient une rivalité avec l'autre équipe principale de la ville, à savoir le Hapoël Haïfa. Le match entre les deux équipes est appelé le « Derby d'Haïfa ».

## Bilan sportif

### Palmarès
| Compétitions nationales | Compétitions internationales                                            | |
| \| - Championnat d'Israël (15) : - Champion : 1983-84, 1984-85, 1988-89, 1990-91, 1993-94, 2000-01, 2001-02, 2003-04, 2004-05, 2005-06, 2008-09, 2010-11, 2020-21, 2021-22 et 2022-23. - Vice-champion : 1985-86, 1994-95, 1995-96, 1999-00, 2002-03, 2018-19, 2019-20 et 2023-24. - Coupe d'Israël (6) : - Vainqueur : 1961-62, 1990-91, 1992-93, 1994-95, 1997-98 et 2015-16. - Finaliste : 1942, 1962-63, 1970-71, 1984-85, 1986-87, 1988-89, 2001-02, 2008-09, 2010-11, 2011-12, 2013-14 et 2021-22. \| \| - Coupe de la Ligue (5) : - Vainqueur : 1993-94, 2002-03, 2005-06, 2007-08 et 2021-22. - Finaliste : 1999-2000, 2003-04, 2014-15, 2018-19, 2023-24 et 2024-25 - Supercoupe d'Israël (5) : - Vainqueur : 1962, 1985, 1989, 2021 et 2023 - Finaliste : 1984, 2016 et 2022 \| | - Coupe d'Europe des vainqueurs de coupe (C2) : - 1/4 finale : 1998-99. | |
| - Championnat d'Israël (15) : - Champion : 1983-84, 1984-85, 1988-89, 1990-91, 1993-94, 2000-01, 2001-02, 2003-04, 2004-05, 2005-06, 2008-09, 2010-11, 2020-21, 2021-22 et 2022-23. - Vice-champion : 1985-86, 1994-95, 1995-96, 1999-00, 2002-03, 2018-19, 2019-20 et 2023-24. - Coupe d'Israël (6) : - Vainqueur : 1961-62, 1990-91, 1992-93, 1994-95, 1997-98 et 2015-16. - Finaliste : 1942, 1962-63, 1970-71, 1984-85, 1986-87, 1988-89, 2001-02, 2008-09, 2010-11, 2011-12, 2013-14 et 2021-22. |                                                                         | - Coupe de la Ligue (5) : - Vainqueur : 1993-94, 2002-03, 2005-06, 2007-08 et 2021-22. - Finaliste : 1999-2000, 2003-04, 2014-15, 2018-19, 2023-24 et 2024-25 - Supercoupe d'Israël (5) : - Vainqueur : 1962, 1985, 1989, 2021 et 2023 - Finaliste : 1984, 2016 et 2022 |

### Bilan européen

#### Bilan
| Compétition              | P  | M   | V  | N  | D  | BP  | BC  | Diff. |
| ------------------------ | -- | --- | -- | -- | -- | --- | --- | ----- |
| Ligue des champions (C1) | 11 | 59  | 23 | 11 | 26 | 101 | 89  | +12   |
| Coupe des coupes (C2)    | 3  | 18  | 9  | 2  | 7  | 29  | 22  | +7    |
| Ligue Europa (C3)        | 13 | 61  | 24 | 15 | 22 | 82  | 88  | -6    |
| Ligue Conférence (C4)    | 4  | 22  | 9  | 5  | 8  | 40  | 30  | +10   |
| Coupe Intertoto          | 3  | 8   | 3  | 0  | 5  | 6   | 13  | -7    |
| Total                    | 34 | 178 | 68 | 32 | 68 | 258 | 242 | +16   |

#### Résultats
Légende
- Victoire ou qualification pour le tour suivant
- Match nul
- Défaite ou élimination de la compétition

Note : dans les résultats ci-dessous, le score du club est toujours donné en premier.
| Saison    | Compétition             | Tour                | Club                     | Domicile | Extérieur | Total             |
| --------- | ----------------------- | ------------------- | ------------------------ | -------- | --------- | ----------------- |
| 1993-1994 | Coupe des coupes        | Tour préliminaire   | F91 Dudelange            | 6 - 1    | 1 - 0     | 7 - 1             |
| 1993-1994 | Coupe des coupes        | Seizièmes de finale | Torpedo Moscou           | 3 - 1    | 0 - 1     | 3 - 2             |
| 1993-1994 | Coupe des coupes        | Huitièmes de finale | Parme AC                 | 0 - 1    | 1 - 0 ap  | 1 - 1 (1 - 3 tab) |
| 1994-1995 | Ligue des champions     | Tour préliminaire   | Casino Salzbourg         | 1 - 2    | 1 - 3     | 2 - 5             |
| 1995-1996 | Coupe des coupes        | Tour préliminaire   | KÍ Klaksvík              | 4 - 0    | 2 - 3     | 6 - 3             |
| 1995-1996 | Coupe des coupes        | Seizièmes de finale | Sporting CP              | 0 - 0    | 0 - 4     | 0 - 4             |
| 1996-1997 | Coupe UEFA              | Premier tour Q      | Partizan Belgrade        | 0 - 1    | 1 - 3     | 1 - 4             |
| 1997      | Coupe Intertoto         | Groupe 11           | Lokomotiv Nijni Novgorod | 0 - 4    | N/A       | Cinquième         |
| 1997      | Coupe Intertoto         | Groupe 11           | Proleter Zrenjanin       | N/A      | 0 - 4     | Cinquième         |
| 1997      | Coupe Intertoto         | Groupe 11           | Publikum Celje           | 0 - 1    | N/A       | Cinquième         |
| 1997      | Coupe Intertoto         | Groupe 11           | Antalyaspor              | N/A      | 2 - 0     | Cinquième         |
| 1998-1999 | Coupe des coupes        | Tour préliminaire   | Glentoran FC             | 2 - 1    | 1 - 0     | 3 - 1             |
| 1998-1999 | Coupe des coupes        | Seizièmes de finale | Paris Saint-Germain      | 3 - 2    | 1 - 1     | 4 - 3             |
| 1998-1999 | Coupe des coupes        | Huitièmes de finale | SV Ried                  | 4 - 1    | 1 - 2     | 5 - 3             |
| 1998-1999 | Coupe des coupes        | Quarts de finale    | Lokomotiv Moscou         | 0 - 1    | 0 - 3     | 0 - 4             |
| 1999      | Coupe Intertoto         | Premier tour        | Qarabağ FK               | 1 - 2    | 1 - 0     | 2 - 2E            |
| 2000-2001 | Coupe UEFA              | Tour préliminaire   | Slavia Mazyr             | 0 - 0    | 1 - 1     | 1E - 1            |
| 2000-2001 | Coupe UEFA              | 32es de finale      | Vitesse Arnhem           | 2 - 1    | 0 - 3     | 2 - 4             |
| 2001-2002 | Ligue des champions     | Deuxième tour Q     | Haka Valkeakoski         | 1 - 0    | 0 - 3     | 1 - 3             |
| 2002-2003 | Ligue des champions     | Deuxième tour Q     | Belchina Babrouïsk       | 4 - 0    | 1 - 0     | 5 - 0             |
| 2002-2003 | Ligue des champions     | Troisième tour Q    | Sturm Graz               | 2 - 0    | 3 - 3     | 5 - 3             |
| 2002-2003 | Ligue des champions     | Groupe F            | Manchester United        | 3 - 0    | 2 - 5     | Troisième         |
| 2002-2003 | Ligue des champions     | Groupe F            | Olympiakos               | 3 - 0    | 3 - 3     | Troisième         |
| 2002-2003 | Ligue des champions     | Groupe F            | Bayer Leverkusen         | 0 - 2    | 1 - 2     | Troisième         |
| 2002-2003 | Coupe UEFA              | Seizièmes de finale | AEK Athènes              | 1 - 4    | 0 - 4     | 1 - 8             |
| 2003-2004 | Coupe UEFA              | Tour préliminaire   | Cwmbran Town             | 3 - 0    | 3 - 0     | 6 - 0             |
| 2003-2004 | Coupe UEFA              | 64es de finale      | Publikum Celje           | 2 - 1    | 2 - 2     | 4 - 3             |
| 2003-2004 | Coupe UEFA              | 32es de finale      | Valence CF               | 0 - 4    | 0 - 0     | 0 - 4             |
| 2004-2005 | Ligue des champions     | Troisième tour Q    | Rosenborg BK             | 2 - 3    | 1 - 2     | 3 - 5             |
| 2004-2005 | Coupe UEFA              | Premier tour        | FK Dnipro                | 1 - 0    | 0 - 2     | 1 - 2             |
| 2005-2006 | Ligue des champions     | Deuxième tour Q     | Malmö FF                 | 2 - 2    | 2 - 3     | 4 - 5             |
| 2006-2007 | Ligue des champions     | Troisième tour Q    | Liverpool FC             | 1 - 1    | 1 - 2     | 2 - 3             |
| 2006-2007 | Coupe UEFA              | Premier tour        | Litex Lovetch            | 1 - 1    | 3 - 1     | 4 - 2             |
| 2006-2007 | Coupe UEFA              | Groupe A            | AJ Auxerre               | 3 - 1    | N/A       | Deuxième          |
| 2006-2007 | Coupe UEFA              | Groupe A            | Rangers FC               | N/A      | 0 - 2     | Deuxième          |
| 2006-2007 | Coupe UEFA              | Groupe A            | Partizan Belgrade        | 3 - 2    | N/A       | Deuxième          |
| 2006-2007 | Coupe UEFA              | Groupe A            | AS Livourne              | N/A      | 1 - 1     | Deuxième          |
| 2006-2007 | Coupe UEFA              | Seizièmes de finale | CSKA Moscou              | 1 - 0    | 0 - 0     | 1 - 0             |
| 2006-2007 | Coupe UEFA              | Huitièmes de finale | Espanyol de Barcelone    | 0 - 0    | 0 - 4     | 0 - 4             |
| 2007      | Coupe Intertoto         | Premier tour        | Gloria Bistriţa          | 0 - 2    | 2 - 0 ap  | 2 - 2 (2 - 3 tab) |
| 2009-2010 | Ligue des champions     | Deuxième tour Q     | Glentoran FC             | 6 - 0    | 4 - 0     | 10 - 0            |
| 2009-2010 | Ligue des champions     | Troisième tour Q    | FK Aktobe                | 4 - 3    | 0 - 0     | 4 - 3             |
| 2009-2010 | Ligue des champions     | Barrages Q          | Red Bull Salzbourg       | 3 - 0    | 2 - 1     | 5 - 1             |
| 2009-2010 | Ligue des champions     | Groupe A            | Bayern Munich            | 0 - 3    | 0 - 1     | Quatrième         |
| 2009-2010 | Ligue des champions     | Groupe A            | Girondins de Bordeaux    | 0 - 1    | 0 - 1     | Quatrième         |
| 2009-2010 | Ligue des champions     | Groupe A            | Juventus FC              | 0 - 1    | 0 - 1     | Quatrième         |
| 2010-2011 | Ligue Europa            | Troisième tour Q    | Dinamo Minsk             | 1 - 0    | 1 - 3     | 2 - 3             |
| 2011-2012 | Ligue des champions     | Deuxième tour Q     | Borac Banja Luka         | 5 - 1    | 2 - 3     | 7 - 4             |
| 2011-2012 | Ligue des champions     | Troisième tour Q    | NK Maribor               | 2 - 1    | 1 - 1     | 3 - 2             |
| 2011-2012 | Ligue des champions     | Barrages Q          | KRC Genk                 | 2 - 1    | 1 - 2 ap  | 3 - 3 (1 - 4 tab) |
| 2011-2012 | Ligue Europa            | Groupe J            | AEK Larnaca              | 1 - 0    | 1 - 2     | Troisième         |
| 2011-2012 | Ligue Europa            | Groupe J            | Schalke 04               | 0 - 3    | 1 - 3     | Troisième         |
| 2011-2012 | Ligue Europa            | Groupe J            | Steaua Bucarest          | 5 - 0    | 2 - 4     | Troisième         |
| 2013-2014 | Ligue Europa            | Deuxième tour Q     | Khazar Lankaran          | 2 - 0    | 8 - 0     | 10 - 0            |
| 2013-2014 | Ligue Europa            | Troisième tour Q    | FK Ventspils             | 3 - 0    | 0 - 0     | 3 - 0             |
| 2013-2014 | Ligue Europa            | Barrages Q          | Astra Giurgiu            | 2 - 0    | 1 - 1     | 3 - 1             |
| 2013-2014 | Ligue Europa            | Groupe L            | AZ Alkmaar               | 0 - 1    | 0 - 2     | Troisième         |
| 2013-2014 | Ligue Europa            | Groupe L            | PAOK Salonique           | 0 - 0    | 2 - 3     | Troisième         |
| 2013-2014 | Ligue Europa            | Groupe L            | Chakhtior Karagandy      | 2 - 1    | 2 - 2     | Troisième         |
| 2016-2017 | Ligue Europa            | Deuxième tour Q     | Nõmme Kalju              | 1 - 1    | 1 - 1 ap  | 2 - 2 (3 - 5 tab) |
| 2019-2020 | Ligue Europa            | Premier tour Q      | NŠ Mura                  | 2 - 0    | 3 - 2     | 5 - 2             |
| 2019-2020 | Ligue Europa            | Deuxième tour Q     | RC Strasbourg            | 2 - 1    | 1 - 3     | 3 - 4             |
| 2020-2021 | Ligue Europa            | Premier tour Q      | Željezničar Sarajevo     | 3 - 1    | N/A       | 3 - 1             |
| 2020-2021 | Ligue Europa            | Deuxième tour Q     | Kaïrat Almaty            | 2 - 1    | N/A       | 2 - 1             |
| 2020-2021 | Ligue Europa            | Troisième tour Q    | FK Rostov                | N/A      | 2 - 1     | 2 - 1             |
| 2020-2021 | Ligue Europa            | Barrages Q          | Tottenham Hotspur        | N/A      | 2 - 7     | 2 - 7             |
| 2021-2022 | Ligue des champions     | Premier tour Q      | Kaïrat Almaty            | 1 - 1    | 0 - 2     | 1 - 3             |
| 2021-2022 | Ligue Europa Conférence | Deuxième tour Q     | Dinamo Tbilissi          | 5 - 1    | 2 - 1     | 7 - 2             |
| 2021-2022 | Ligue Europa Conférence | Troisième tour Q    | HB Tórshavn              | 7 - 2    | 0 - 1     | 7 - 3             |
| 2021-2022 | Ligue Europa Conférence | Barrages Q          | Neftchi Bakou            | 4 - 0    | 3 - 3     | 7 - 3             |
| 2021-2022 | Ligue Europa Conférence | Groupe E            | Union Berlin             | 0 - 1    | 0 - 3     | Quatrième         |
| 2021-2022 | Ligue Europa Conférence | Groupe E            | Feyenoord Rotterdam      | 0 - 0    | 1 - 2     | Quatrième         |
| 2021-2022 | Ligue Europa Conférence | Groupe E            | Slavia Prague            | 1 - 0    | 0 - 1     | Quatrième         |
| 2022-2023 | Ligue des champions     | Deuxième tour Q     | Olympiakos               | 1 - 1    | 4 - 0     | 5 - 1             |
| 2022-2023 | Ligue des champions     | Troisième tour Q    | Apollon Limassol         | 4 - 0    | 0 - 2     | 4 - 2             |
| 2022-2023 | Ligue des champions     | Barrages Q          | Étoile rouge de Belgrade | 3 - 2    | 2 - 2     | 5 - 4             |
| 2022-2023 | Ligue des champions     | Groupe H            | Paris Saint-Germain      | 1 - 3    | 2 - 7     | Quatrième         |
| 2022-2023 | Ligue des champions     | Groupe H            | Juventus FC              | 2 - 0    | 1 - 3     | Quatrième         |
| 2022-2023 | Ligue des champions     | Groupe H            | SL Benfica               | 1 - 6    | 0 - 2     | Quatrième         |
| 2023-2024 | Ligue des champions     | Premier tour Q      | Ħamrun Spartans          | 2 - 1    | 4 - 0     | 6 - 1             |
| 2023-2024 | Ligue des champions     | Deuxième tour Q     | Sheriff Tiraspol         | 4 - 1 ap | 0 - 1     | 4 - 2             |
| 2023-2024 | Ligue des champions     | Troisième tour Q    | Slovan Bratislava        | 3 - 1    | 2 - 1     | 5 - 2             |
| 2023-2024 | Ligue des champions     | Barrages Q          | BSC Young Boys           | 0 - 0    | 0 - 3     | 0 - 3             |
| 2023-2024 | Ligue Europa            | Groupe F            | Villarreal CF            | 1 - 2    | 0 - 0     | Troisième         |
| 2023-2024 | Ligue Europa            | Groupe F            | Stade rennais            | 0 - 3    | 0 - 3     | Troisième         |
| 2023-2024 | Ligue Europa            | Groupe F            | Panathinaïkós            | 0 - 0    | 2 - 1     | Troisième         |
| 2023-2024 | Ligue Europa Conférence | Barrages            | KAA La Gantoise          | 1 - 0    | 1 - 1     | 2 - 1             |
| 2023-2024 | Ligue Europa Conférence | Huitièmes de finale | ACF Fiorentina           | 3 - 4    | 1 - 1     | 4 - 5             |
| 2024-2025 | Ligue Conférence        | Deuxième tour Q     | Sabah FC                 | 0 - 3    | 6 - 3 ap  | 6 - 6 (2 - 3 tab) |
| 2025-2026 | Ligue Conférence        | Deuxième tour Q     | Torpedo Jodzina          | 3 - 0    | 1 - 1     | 4 - 1             |
| 2025-2026 | Ligue Conférence        | Troisième tour Q    | Raków Częstochowa        | 0 - 2    | 1 - 0     | 1 - 2             |

1. ↑  La rencontre s'achève initialement sur un succès 4-0 pour le Maccabi. Le club est cependant disqualifié par la suite pour avoir aligné un joueur inéligible.

## Personnalités du club

### Présidents
- Asaf Ben Dov

### Entraîneurs
| - Israel Schwartz (1946 - 1947) - Taurentauer (1950 - 1952) - Otto Schlefenberg (1952 - 1954) - Eli Fox (1954 - 1956) - Andor Kisch (1956 - 1957) - Ariyeh Koch (1957 - 1959) - David Farkash (1959 - 1961) - Alex Forbes (1961 - 1962) - Andor Kisch (1962) - Otto Schlefenberg (1962 - 1963) - Vasili Spasov (1963 - 1965) - Israel Halibner (1965) - Avraham Menchel (1965 - 1969) - Edmond Smeilowicz (1969 - 1970) - Jonny Hardy (1970 - 1972) - Avraham Menchel (1972 - 1974) - Ori Weinberg (1974 - 1975) | - Shimon Shinar (1975 - 1977) - Eli Fox (1977) - Moshe Sasson (1977) - Eran Kollek (1977 - 1979) - Mordechai Spiegler (1979) - Jonny Hardy (1979 - 1982) - Jack Mansell (1982 - 1983) - Shlomo Sharf (1983 - 1987) - Dror Kashtan (1987 - 1988) - Amazzia Levkovic (1988 - 1990) - Shlomo Sharf (1990 - 1992) - Giora Spiegel (1992 - 1998) - Daniel Brailovsky (1998 - 1999) - Dušan Uhrin (1998 - 1999) - Eli Cohen (1999 - 2000) - Ronny Levy (2000) | - Avram Grant (2000 - 2002) - Itzhak Shum (2002 - 2003) - Ronny Levy (2003 - 2008) - Elisha Levy (2008 - 2012) - Reuven Atar (2012) - Arik Benado (2012 - 2014) - Aleksandar Stanojević (2014) - Marco Balbul (2014 - 2015) - Ronny Levy (2015 - 2016) - René Meulensteen (2016 - 2017) - Guy Luzon (2017) - Fred Rutten (2018) - Eli Guttman (2018) - Marco Balbul (2018) - Marco Balbul (2010 - 2018) - Barak Bakhar (2020 - 2023) - Messay Dego (2023-2024) - Barak Bakhar (2024-2025) - Diego Flores (depuis 2025) |

### Joueurs

#### Joueurs emblématiques
- Eitan Aharoni (en)
- Shlomi Arbeitman
- Arik Benado
- Yossi Benayoun
- Eyal Berkovic
- Nir Davidovich
- Aharon Gershgoren (en)
- Alon Harazi
- Yaniv Katan
- Leonid Krupnik
- Neta Lavi
- Yisha'ayahu Schwager
- Nikita Rukavytsya

## Football féminin
L'équipe de football féminin du Maccabi Haïfa remporte deux championnats israéliens (1998 et 2002) et trois coupes israéliennes (1999, 2000 et 2002).